# Jesús María Sanz Serna
Jesús María Sanz Serna (Valladolid, 12 de juny de 1953) és un matemàtic espanyol especialitzat en matemàtica aplicada i pioner en integració geomètrica. És un dels científics espanyols més citat i premiat. Ha rebut el Premi Dahlquist de la Society for Industrial and Applied Mathematics -SIAM- amb seu a Filadèlfia, Estats Units. Va ser rector de la Universitat de Valladolid des de 1998 a 2006.

## Formació i docència
Jesús María Sanz Serna va néixer a la ciutat de Valladolid el 12 de juny de 1953. Va cursar el batxillerat amb els Jesuïtes, al Col·legi San José (Valladolid). Va realitzar els seus estudis de Llicenciatura en matemàtiques a la Universitat de Valladolid entre els anys 1970 a 1975. Quan va acabar, va ser contractat a la mateixa Universitat. Es va doctorar amb la tesi sobre anàlisi funcional Espacios de sucesiones en espacios vectoriales topológicos sota la direcció d'Antonio Pérez Gómez l'any 1977. En acabar la tesi es va traslladar a Escòcia, on va seguir un master sobre anàlisi numèrica en la Universitat de Dundee, impartit per reconeguts especialistes en la matèria: R. Mitchell, J. Lambert, Roger Fletcher, A. Watson i David Griffiths. L'any 1981 va aconseguir, en concurs nacional, la plaça de professor agregat en Anàlisi Numèrica per tornar, ja com a catedràtic, a la Universitat de Valladolid on va continuar amb les seves recerques.
És membre de l'American Mathematical Society i de la Sociedad Española de Métodos Numéricos en Ingeniería.

## Investigació

### Integració numèrica de problemes hamiltonians
En els anys següents Sanz Serna va centrar la seva recerca en un dels camps de la Matemàtica Aplicada, la integració numèrica de problemes Hamiltonians on la seva notable contribució ha estat àmpliament reconeguda. Així, va ser convidat a participar en el ICM, International Congress of Mathematicians en Zúric, Suïssa, l'any 1994 i el 1995 va rebre, en la seva primera convocatòria, el Premi Dahlquist de la SIAM (Society for Industrial and Applied Mathematics) establert en honor de Germund Dahlquist, matemàtic mort en 2005.

### Integració Geomètrica
Els avanços en la integració numèrica de problemes hamiltonians han permès la consolidació d'un camp de recerca denominat Integració Geomètrica que permet la resolució d'equacions diferencials conservant les seves propietats. Les aportacions de Sanz Serna i el seu grup de recerca han estat pioneres en el desenvolupament d'aquesta disciplina.

## Premis i distincions
Entre altres, Jesús María Sanz Serna ha rebut els següents premis i distincions:
- 1995 - Premi Dahlquist, Society for Industrial and Applied Mathematics, SIAM – Primera convocatòria.
- 1995 - Premi Iberdrola de Ciència i Tecnologia (atorgat a Sant Sebastià per un jurat compost, entre d'altres, per tres premis Nobel: Dudley R. Herschbach, Jean M. Pierre i Jack Steinberger, concedit al millor investigador espanyol en qualsevol camp.
- 1995 - Premi de la Reial Acadèmia de Ciències
- 1997 - Premi de Recerca Científica Castella i Lleó
- 1999 - Acadèmic de la Reial Acadèmia de Ciències Exactes, Físiques i Naturals
- 2001 – Doctor honoris causa, Universitat Experimental Nacional de los Llanos Ezequiel Zamora, Veneçuela
- 2002 - Medalla d'Or de la Universitat Federal de Pernambuco, Brasil
- 2007 - Acadèmic de nombre de la Reial Acadèmia de Ciències Exactes, Físiques i Naturals. Integración geométrica, Discurs d'ingrés el 28 de novembre de 2007  i contestació d'Amable Liñán
- 2008 - Acadèmic de número de la Real Academia de Medicina y Cirugía de Valladolid Matemática y Medicina, Discurs d'ingrés el 30 de maig de 2008
- 2009 - Membre distingit -Fellowship SIAM- de la Society for Industrial and Applied Mathematics
- 2011 - Membre de l'Institute of Mathematics and its applications - Regne Unit.[2]

## Publicacions
Ha publicat més de 80 articles en revistes internacionals, més de 20 capítols de llibres així com altres publicacions, conferències i discursos. Totes les publicacions de Sanz Serna es poden veure, i algunes descarregar-se a la seva pàgina personal a la Universitat de Valladolid.
Articles en revistes internacionals (descarregables)
- J. M. Sanz-Serna, Stabilizing with a hammer. Stochastic and Dynamics, 8(2008), 47-57.
- J. M. Sanz-Serna, Mollified impulse methods for highly-oscillatory differential equations, SIAM J. Numer. Anal. 46(2008), 1040-1059.

Llibres
- 1994 - Sanz-Serna JM, Calvo MP., Numerical Hamiltonian Problems. Chapman & Hall, London, England. ISBN 0-412-54290-0, 9780412542909, 207 págs.
- 1997 – Sanz-Serna JM. Stuart, AM., Differential Equations Subject to Random Impulses, Computer Science Dept, Stanford University, Scientific Computing and Computational Mathematics Program.
- 1998 - Sanz-Serna JM, Diez lecciones de cálculo numérico', Universidad de Valladolid Secretariado de Publicaciones e Intercambio Científico, ISBN 84-7762-790-8, 9788477627906, 174 págs.

Presentacions
- Geometric integration of Hamiltonian systems